# ستيفان أودوفيشيتش
ستيفان أودوفيشيتش مواليد 20 سبتمبر 1991 في بانيا لوكا، جمهورية يوغوسلافيا الاشتراكية الاتحادية، هو لاعب كرة قدم بوسني. يلعب كلاعب وسط.

## المسيرة الاحترافية

### أندية لعب لها
- نادي تشوكاريتشكي
- نادي رادنيك بيلينا
- نادي أولمبيك سراييفو

## روابط خارجية
- ستيفان أودوفيشيتش على موقع قاعدة بيانات كرة القدم.إي يو (الإنجليزية)
- ستيفان أودوفيشيتش على موقع Soccerway.com (الإنجليزية)
- ستيفان أودوفيشيتش على موقع عالم كرة القدم.نت (الإنجليزية)